# Иде, Иван Андреевич
Иван (Иоганн) Андреевич И́де (1775—1806) — экстраординарный профессор кафедры чистой математики отделения физических и математических наук Московского университета (1804—1806).

## Биография
Окончил курс и получил степень доктора математики в Гёттингенском университете, где занимался у Кестнера и у Лапласа; был другом Гаусса.
В 1803 году куратор Московского университета, M. H. Муравьев пригласил Иде читать лекции, и в 1804—1806 годах он читал, трижды в неделю по латыни, исчисление бесконечно малых «с приложением оного к Высшей Геометрии, Динамике и Гидродинамике». Н. Е. Зернов был очень высокого мнения об образованности Иде, подчеркивал, что он был единственный выписной профессор математики, приглашенный из-за границы в Московский университет, так что «всё достояние Москвы, а за нею почти и всей России, по этой части возрастало собственными силами».
Заслуги, которые имел покойный перед наукой и университетом, его неутомимое стремление приносить пользу, его во всех отношениях прекрасный характер делают эту потерю для всех его друзей и для меня особенно невыразимо горькой; и будет тяжело её когда-нибудь восполнить.М. Н. Муравьёв
Вёл приватные курсы на французском и немецком языках. По инициативе М. Н. Муравьёва прочитал курс публичных лекций на немецком языке по основаниям гражданской арифметики (1804—1805).
Прослужив в Московском университете чуть более двух лет, летом 1806 во время визитаторской поездки в Вологодскую губернию Иде простудился и вскоре скончался от горячки.
Профессор Иде был лет тридцати, хорошего роста, красивой наружности, очень образованный учёный, прекрасный музыкант на скрипке, хорошо пел, имел голос баритон или тенор-бас. Он был приветлив ко всякому и ласков к мальчикам гимназистам, часто любовался их забавами на университетском дворе, и сам показывал им иностранные игры. В Москве женился на сестре профессора Рейнгарда, которую оставил вдовой с малолетней дочерью.